# Batalla de Cambrils
|  | Aquest article tracta sobre la batalla de la Guerra dels Segadors. Vegeu-ne altres significats a «Cambrils». |

La batalla de Cambrils de 1640 fou un dels episodis de la Guerra dels Segadors.

## Context
Després del setge de Salses, a la zona del Rosselló s'hi allotjaren uns 9.000 soldats de l'exèrcit de Felip IV. La presència continuada de soldats entre la població local fou una font contínua de conflictes, ja que tot sovint es produïen excessos i abusos contra una població ja perjudicada per la combinació de males collites i la devastació dels episodis bèl·lics derivats de la Guerra dels Trenta Anys, essent una zona fronterera amb França. Per tal d'alleugerir aquesta càrrega, el virrei Dalmau de Queralt ordenà que els allotjaments de les tropes es repartissin en les poblacions del Principat, menys afectades pel conflicte. No obstant, el rei hi afegí la condició que en aquells llocs on s'allotgessin els militars havien de superar en nombre la població local.
L'operació només va aconseguir escampar els abusos i el malestar cap a d'altres zones del principat, com l'Empordà o el Vallès. Així, es produïren diversos enfrontament amb la població local que feren augmentar la tensió social. A més dels abusos cap a la població civil, la manera com es feien els allotjaments atemptava contra les Constitucions catalanes, la qual cosa provocà la protesta de les institucions catalanes. El març de 1640 foren empresonats el consellers Joan de Vergós i Lleonard Serra i el diputat militar Francesc de Tamarit, que s'oposaven als allotjaments i a les lleves decretades per la guerra amb França. Camperols revoltats van entrar a Barcelona el 22 de maig i els posaren en llibertat. El 7 de juny del mateix any, grups de segadors entren de nou a la ciutat i fou assassinat el virrei Dalmau de Queralt durant la jornada coneguda com el Corpus de Sang.
Per tal d'aplacar de forma exemplar la revolta que es gestava a Catalunya contra l'autoritat reial, la cort de Felip IV optà per intervenir militarment el Principat. A principis de setembre, una contrarevolta a Tortosa feu decantar la ciutat a favor de Felip IV, i el dia 25 l'exèrcit reial arribà la ciutat. Comandat pel lloctinent de Catalunya Pedro Fajardo, marquès de Los Vélez, el 8 de desembre un exèrcit de 23.000 infants, 3.000 genets i 24 canons sortí de Tortosa en direcció a Barcelona.
De forma paral·lela, la Diputació havia començà a organitzar la defensa del Principat davant d'un eventual conflicte militar amb la Corona, amb la convocatòria, el dia 10 de setembre, d'una Junta de Braços. El dia 13 es creà la junta de Guerra, mitjançant la qual les institucions catalanes iniciaren una frenètica cursa per tal d'adquirir armament i provisions, aixecar lleves i nomenar els oficials. També s'establiren quatre places d'armes en diferents punts del Principat (Cambrils, Bellpuig, Granollers i Girona) per tal de barrar el pas als exèrcits reials, tant si es mobilitzaven les tropes allotjades al Rosselló, com si la invasió es produïa pel sud o per la plana de Lleida.
L'exèrcit de Los Vélez inicià la seva marxa cap a Barcelona el dia 8 de desembre. Pel camí trobà resistència al Perelló i, especialment, al coll de Balaguer, on s'hi havien fortificat uns 2.000 homes sota les ordres del comte de Savallà. No obstant, la improvisada defensa catalana fou insuficient per barrar el pas al gruix de l'exèrcit reial, que avançà impassible.

## Batalla
L'exèrcit filipista assetja Cambrils durant dos dies, i els catalans, comandats pel baró de Rocafort, Antoni d'Armengol, el sergent de la plaça Carles Bertrolà i de Calders i el governador del Camp de Tarragona, Jacint Vilosa, resisteixen com poden sense artilleria i miren d'emboscar els assaltants als afores de la vila, atrapant la cavalleria espanyola d'Álvaro Suárez de Quiñones. No obstant la cavalleria castellana descobrí l'estratagema, envoltà i dispersà les tropes catalanes. La cavalleria castellana formà en el seu flanc dret amb les companyies de Rodrigo de Herrera (Comissari General), del Conde-Duque (Cuirasses), d'Antonio Venegas i Córdoba, de Gabriel de la Puebla; al centre amb les de Pedro Xirinos, Rodrigo Tenorio i la de Thomas Beamonts i a l'esquerra les del Marquès de la Conquista, Juan de Gues (Cavallers de Cantàbria) i la de Pedro Lisón. Aquestes companyies foren recolzades per les d'arcabussers a cavall de Juan Bautista de Oto, Francisco de Saude i Gregorio Mercado, a part de la companyia de Juan Muñoz del Peral. Els castellans tingueren escassament algun cavaller nafrat.
Aquesta cavalleria formava part principalment del Batalló de les ordres que es componia de 21 companyies (3 d'arcabussers) i uns 1.200 genets.
Davant de la muralla s'hi va produir una topada amb la gent que entrava i sortia. Segons el cronista de la campanya, Francisco de Melo, hi van morir quatre-cents catalans, però els castellans hi responen bombardejant la vila. La resistència s'allarga cinc dies dins la ciutat, fins que els catalans es rendeixen i pacten la capitulació per a l'endemà.

## Conseqüències
Quan part dels vençuts surten desarmats per una de les portes de la muralla són morts pels atacants, en una espantosa matança que deixa prop de set-cents cadàvers per terra. Val a dir que els hispànics havien anat cridant per sortir els milicians de les poblacions que no els havien jurat obediència. La responsabilitat del Marquès de Torrecusso, que va demostrar durant el conflicte reiteradament ser un psicópata, organitzant la sortida dels presoners i va ordenar a la cavalleria que es llencés sobre ells cridant ¡Cierra! és fora de tot dubte. Els supervivents que van quedar, van tenir la sort que la soldadesca hispánica es va afartar de matar persones indefenses. Aquests pocs, serien enviats a galeres o empresonats a Constantí.
A més a més, els tres caps militars de la plaça (Antoni d'Armengol, Jacint Vilosa i Carles Bertrolà i de Caldés), així com el batlle i els jurats (regidors) de la vila són jutjats sumaríssimament (no cal dir que sense cap possibilitat de garantia processal ni de defensa) i aquella mateixa nit són morts al garrot vil incomplint la promesa de respectar-los-hi la vida. L'endemà al matí es troben les persones de renom i les autoritats penjades al llarg de tot el perímetre de la muralla. La ciutat és repartida entre les tropes i saquejada i s'enderroca una part de les muralles.
Per justificar els fets, els hispànics s'inventarien la historia de la disputa d'una capa entre un català i un soldat de cavalleria. És clar que un Melo empresonat a Portugal, aliada de Catalunya el 1645, no podía reconèixer haver participat en uns fets tant luctuosos. Significativament aquests no s'esmenten el Diario de las Guerras de Cataluña en 1640, 1641 y 1642. Aquí, l'autor, soldat hispànic que va ser testimoni directe dels fets, té el cinisme de justificar la matança per una intervenció divina...
L'exèrcit continua avançant en direcció a Barcelona i el 24 de desembre s'ocupa Tarragona, on ja havien arribat els primers reforços francesos (Regiments d'infanteria d'Espenan i Enguien i de cavalleria de Boissac, la presència del regiment de cavalleria de Saint-Simon és molt probable també) i catalans (Terç de Santa Eulàlia del Conseller tercer Pere Joan Rossell i 2 companyies de cavalleria) gràcies al temps que van donar els resistents de Cambrils.
Els fets de Cambrils varen abocar a les autoritats catalanes als braços de França doncs en deduïren que no podien esperar cap concòrdia amb la Monarquia Hispànica. Cambrils, com Haarlem el 1572 ens deixen veure com tractaven les revoltes els comandaments hispànics. No hi ha pietat pel vençut. Només amb el jurament de les Constitucions que feu a Lleida Felip IV i la promesa d'un perdó general l'any 1644, l'opinió dels catalans començà a canviar. Malgrat tot el 1649 el fet encara apartava a nombrosos dirigents catalans de qualsevol pensament de pacte amb Espanya.